# Samaná (Caldas)
Samaná es un municipio de Colombia, situado en la región Magdalena Medio del departamento de Caldas. Limita al norte con Argelia, al oriente con Norcasia y Victoria, al sur con Marquetalia, y al occidente con Pensilvania y Nariño. El municipio de Samaná pertenece políticamente al Magdalena Caldense, aunque culturalmente es más próximo a la región paisa. Esto se ve reflejado en el estilo de sus casas antiguas y en la huella dejada por la colonización antioqueña que se respira en cada rincón del municipio. Samaná fue el municipio más azotado por la violencia en Caldas y uno de los más azotados en Colombia. Es una región de tierras fértiles y de abundantes fuentes hídricas y minerales. Hoy en día se está impulsando el ecoturismo como medio de desarrollo ecológico y económico.

## División Político-Administrativa
Además de su cabecera municipal, Samaná tiene bajo su jurisdicción los siguientes centros poblados:
- Berlín
- Dulce Nombre
- Encimadas
- Florencia
- Los Pomos
- Pueblo Nuevo
- Rancho Largo
- San Diego

### Límites municipales
Samana está delimitada por los siguientes municipios:
| Noroeste: Nariño (Rio Samana Sur)               | Norte: Argelia (Rio Samana Sur)         | Nordeste: Sonsón (Rio Samana Sur)           |
| Oeste: Pensilvania (Río Tenerife)               |                                         | Este: Norcasia                              |
| Suroeste: Marquetalia Pensilvania (Río La Miel) | Sur: Marquetalia Victoria (Río La Miel) | Sureste: Marquetalia Victoria (Río La Miel) |

## Historia
Los indígenas que ocuparon esta región fueron denominados por Fray Pedro de Aguado como Pantágoras. 
Los pueblos que habitaron la región de Samaná fueron de gran valentía al enfrentar a los españoles. Tal fue el grado de valor y orgullo, que decidieron ahorcarse colectivamente antes que doblegarse, ante la imposibilidad de vencerlos o de obligar a la retirada. La presencia española en esta tierra abarca desde 1540 hasta 1585. Cuando faltó gente para explotar el oro, los españoles decidieron mudarse a otro sitio.
En 1807, se concedieron zonas para la colonización a personas que arribaron desde Sonsón; en la década de 1870, don Miguel Murillo definió el sitio para la fundación de un poblado denominado San Agustín, en honor del santo del día (28 de agosto).
En 1930, se cambió el nombre de San Agustín por el de Samaná.
Corregimiento de San Agustín
Llegamos aquí a uno de los capítulos más importantes de este libro. Sobre todo porque de aquí en adelante abordaremos la historia de Samaná sin hablar tanto de todo el oriente del departamento. Ya vimos cómo se produjo la avanzada conquistadora en estos territorios bajo el dominio español, nos detuvimos en el análisis de las costumbres de los aborígenes que habitaron esta zona, hicimos un recuento sociológico sobre lo que representó la colonización antioqueña. Ahora vamos a entrar en el estudio de los primeros pasos que se dieron para la fundación del municipio de Samaná. De aquí en adelante vamos a conocer un poco todo ese proceso que se dio para que el municipio se emancipara de Pensilvania al asumir su propia vida administrativa, independizándose de su tutelaje. 
Es imposible establecer quién fue la primera persona que llegó a territorio de Samaná después de la época de la conquista. No se sabe a ciencia cierta si los hermanos Ramos alcanzaron a llegar a territorio de lo que es hoy el municipio cuando en 1807 solicitaron a la Real Audiencia les otorgara los terrenos para cultivarlos. Lo cierto es que 12 años después, el 14 de octubre de 1819, apenas siete días después de la Batalla de Boyacá, ocurrida el 7 de agosto de 1819, el juez poblador de Sonsón escogió a los señores Pedronel Toro y Elías Cifuentes para que dispusieran de algunas tierras de este municipio. Lo que no se ha podido establecer es si estos señores cumplieron la orden.
Es de suponer que sí. Lo que ocurrió para que no fundaran un pueblo pudo haber sido que no encontraron las condiciones propicias para hacerlo, ya por lo escarpado del terreno, por la distancia a que estaba ubicado de Sonsón o por la poca gente que entonces se aventuró hacia estas tierras. Tampoco se ha podido establecer si a su llegada había gente habitando la región. Albeiro Valencia Llano dice que Julián Orozco fue la primera persona que llegó a estas tierras. 
Los textos históricos consultados para estructurar este libro indican que el 28 de agosto de 1878 un señor de nombre Miguel Murillo, que era minero de profesión, entró a esta región en compañía de sus hijos Juan Gregorio, Jesús María, Heliodoro y Pedro. Cerca de un lugar conocido como Tasajo, donde había varios ranchos construidos con palmicho, se encontraron con varios mineros que, enfrentados a la corriente del agua, sacaban del fondo de los ríos oro en pequeñas cantidades. En el archivo municipal el Hermano Florencio Rafael encontró un documento que arroja luz al respecto.
El mismo dice: “se albergaron en el lugar llamado Tasajo, donde había rancherías de los mineros que anteriormente habían entrado, época en que existía una finca de unos señores Jaramillos en La Esmeralda; y solamente hasta allí había un camino de animales. De dicho punto, el tránsito se hacía por la montaña con muchas dificultades”. Este documento demuestra que el señor Murillo se interesó tanto en las tierras que, después de trabajar durante algunos días, decidió continuar inspeccionándolas. Como le parecieron aptas para el trabajo agrícola emprendieron “la derriba de la margen derecha de la quebrada denominada Sardinas”. Luego sembraron caña dulce en un sector denominado Combia.
Impresionados por la fertilidad de las tierras y, sobre todo, por la cantidad de oro que se advertía en los ríos, Miguel Murillo y sus hijos se regresaron a Pensilvania para entusiasmar a otros colonos sobre las posibilidades económicas que ofrecía la región. Fue así como lograron comprometer a Joaquín Ríos, Hilario López, Alfredo Martínez, Gregorio Soto, Juan B López y Ramón Ortiz para que los acompañaran. Días después llegaron Policarpo Carvajal, Cipriano Herrera Rivas, Clemente Gil, José María Betancur y Alejandro Ramírez. 
Todos quedaron impresionados por la abundancia de aguas, por el clima suave, por la vegetación exuberante, por el aire fresco que tenía la región. Convencidos de que allí encontrarían un futuro promisorio debido a que había mucho oro empezaron a construir viviendas para sus familias, organizándole a los lados rozas y cementeras. Una vez listas, regresaron a Pensilvania para traer a los suyos y, al mismo tiempo, adquirir elementos para la explotación del mineral. Dieron así comienzo a la fundación de Samaná.
Ese 28 de agosto de 1878 los mismos colonos acordaron darle a la región el nombre de “San Agustín”, en homenaje al santo de ese día. Pero también tomaron la determinación de fundar un nuevo poblado aprovechando las excelentes condiciones de ubicación que ofrecían las tierras. Seis años después, en 1884, iniciaron los trámites legales para la creación del corregimiento. Extraña coincidencia, es erigido como tal el 28 de agosto de 1884. Los autores de la “Monografía de Samaná” sostienen que a la idea se sumaron los señores Raimundo Arias, Pedro Pablo Carvajal, Manuel Ospina, Aldemar Zuluaga, Clemente López, Avelino Herrera, Manuel Antonio Arango, Jesús Herrera, Joaquín Patiño, Matías Londoño, Evangelista Ríos, Pedro Pablo Ocampo y Jesús María Pamplona. Sin embargo, a estos nombres no hace mención el Hermano Florencio Rafael en su libro. Al único que menciona como colonizador es a Jesús María Pamplona, reconociendo en él a un hombre con el valor suficiente para enfrentarse a la naturaleza. De Evangelista Ríos dice que fue un constructor de puentes nacido en Pensilvania, de padres oriundos de Abejorral, que prestó su contingente para el buen suceso de la tarea colonizadora.
Todo parece indicar que Pensilvania no estaba de acuerdo con la fundación de un nuevo poblado. La segregación de una parte considerable de su territorio repercutiría no solo en su extensión geográfica sino en sus propios ingresos debido a la cantidad de oro que de los ríos Tenerife, La Miel y Samaná extraían los mineros. Uno de los asistentes a la reunión donde se proponía crear el nuevo poblado, de nombre Francisco Hoyos, dijo que la oposición de Pensilvania no representaba ningún obstáculo para alcanzar el propósito.
Fue cuando sugirió que, debido a que los terrenos eran propiedad de los Hermanos Ramos, se desplazaran hasta Sonsón para proponerles a ellos la idea. Para tal efecto comisionaron al mismo señor Miguel Murillo quien inmediatamente se desplazó para cumplir el encargo. Con tan buena suerte que los mencionados hermanos Ramos aprobaron la propuesta y, mediante oficio firmado ante notario, regalaron 48 cuadras para que diseñaran el poblado, autorizándolo para que repartiera la tierra como lo estimara conveniente. La noticia alegró tanto a los colonizadores que a la semana siguiente empezaron a programar convites para derribar con hachas y machetes la tupida montaña.
Sobre la forma como avanzan los colonizadores hacia las montañas de Samaná, a veces atravesando peligrosamente los ríos, el Hermano Florencio Rafael hace este emocionado relato: “Otras brigadas más frescas, más jóvenes, ocupan la vanguardia. Renuevos son ya de los primeros adalides. Y, más inquietos y de aspiraciones más amplias, otean el horizonte desde las cimas de nuevas cordilleras. Son legión. Machete en mano, descienden imperterritos por terrenos abismales hacia los ríos Dulce, Samaná, el Tenerife, La Miel”. 
Aquí el religioso que en su libro aporta valiosos datos para la historia del municipio habla sobre la forma cómo se presentaban las expediciones colonizadoras, sometiendo la vegetación a la voluntad del hombre que va desbrozando los caminos para avanzar en su búsqueda de un espacio nuevo para los suyos, donde pueda plantar su pie para producir riqueza. Desafortunadamente sobre el incipiente caserío no hace ninguna descripción que nos aporte un conocimiento mayor sobre cómo se formó el pueblo. Es decir, no habla sobre cómo fueron las primeras casas, ni sobre cómo se distribuyeron las calles, ni sobre la construcción de la primera capilla. El religioso visitó el poblado por primera vez en 1895.
El lugar escogido para la fundación del corregimiento de San Agustín era el apropiado: una porción grande de terreno de la cuchilla Bellavista, ubicado entre un sector denominado Los Planes y Guadualito, a poca distancia del río Tasajo. Lo atraviesa “una quebrada que corre alegre por entre follajes florecidos”. Los mineros, que diariamente obtienen el oro trabajando en la ribera de los ríos, son los que impulsan la construcción de las primeras viviendas. Para dar buen rendimiento en la explotación del oro, exigen que les brinden buen techo donde vivir. Una vez soltaban la batea donde limpiaban el oro después de extraerlo del río, se dirigían al caserío para ayudar en la organización del naciente poblado. 
Cambiaban la batea por el serrucho y el hacha. Aunque como corregimiento San Agustín pertenecía a Pensilvania, no se ha encontrado un documento que hable sobre su constitución. Tampoco ha sido posible establecer la fecha exacta en que empezó su vida como tal. Es decir, no se sabe con certeza si al fin Pensilvania acogió la idea de erigirlo corregimiento. Los libros consultados para establecer este hecho no dan ninguna claridad al respecto. Sin embargo, se puede pensar que no quedó documento escrito sobre este hecho. El mismo religioso se lamenta de la falta de documentos que sustenten este decisivo paso en la creación del municipio.
Las autoridades de Antioquia tenían un interés grande en que hasta las tierras de San Agustín llegaran legiones de colonos. Como las olas migratorias se habían detenido en las tierras cálidas bañadas por los ríos Magdalena, Pontoná, Doña Juana, Gualí y Guarinó el ascenso hasta San Agustín estaba tardando. Fue por esta razón que el gobierno de Antioquia promulgó el decreto 267 del 11 de enero de 1891 por medio del cual repartía baldíos y estimulaba a los colonos para que se trasladaran a la zona denominada río Verde o Samaná.
En el mencionado decreto se estipulaba que las autoridades entregarían títulos de propiedad y, al mismo tiempo, otorgarían un auxilio de doce pesos mensuales durante el primer semestre de permanencia en la tierra para las familias que se quisieran establecer en la región. Además ordenaba entregar herramientas para trabajar la tierra por un valor máximo de 25 pesos. En el libro “Colonización, fundaciones y conflictos agrarios” Albeiro Valencia Llano dice: “Para tener derecho al subsidio el colono debía firmar un documento respaldado por dos fiadores donde éstos se obligan a pagar al tesoro público las sumas que se entregan al beneficiario cuando éste deje de cumplir con la obligación de colonizar y de permanecer en la parcela”. El día que se promulgó el decretó se acogieron a sus beneficios 18 familias de San Luis, Cocorná y Marinilla. La Junta Auxiliadora de Colonos era la encargada de entregar estos auxilios.
Las primeras casas que se construyeron en el corregimiento fueron las de los señores Joaquín Ríos, Ramón Ortiz, Gregorio Murillo, Hilario López y Gregorio Soto. Como fueron ellos los fundadores, las primeras familias en establecerse en el corregimiento, lo más probable es que sus viviendas fueron levantadas en la zona acordada para construir la plaza principal. Ese mismo día en que fue aprobada la erección fue levantada una modesta capilla cubierta de palmicho para realizar los oficios religiosos.
En el capítulo donde abordemos la historia de la parroquia podremos establecer qué sacerdote celebró allí la primera misa. Los autores de la “Monografía de Samaná”, Javier Loaiza Ramírez y Fernando Murcia Vargas, sostienen que el mismo día en que se declaró fundado el corregimiento se realizó allí un acto religioso que estuvo acompañado de pólvora y cánticos por parte de los pobladores. Pero no se dice quién celebró esa primera misa. Como tampoco se dice quién fue el primer corregidor. Un vacío histórico que debe llenarse. Pero, ¿cómo?. Cuando el minero Miguel Murillo llegó a estas tierras desempeñaba la Presidencia de la República el señor Aquileo Parra. Pero cuando se creó el corregimiento dirigía los destinos de la nación Rafael Núñez.

### San Agustín - Municipio
Llevaba San Agustín apenas doce años de vida administrativa como corregimiento de Pensilvania cuando se les ocurrió a sus pobladores elevar el pequeño caserío a la categoría de municipio. Deseosos de alcanzar un mayor desarrollo, conscientes de la riqueza agrícola que tenía la región y, sobre todo, conocedores del progreso que se podría alcanzar si San Agustín era elevado de categoría, los mismos hombres que habían impulsado la creación del corregimiento se comprometieron en la empresa de convertirlo en un ente territorial independiente, con vida administrativa propia.
Para lograrlo contaban con el apoyo irrestricto del padre José Antonio Restrepo, que desde el 6 de marzo de 1889 venía desempañándose como cura párroco. Este había realizado, por su propia cuenta, varios empadronamientos para establecer cuántas familias habitaban la región. En 1889, el mismo año en que asumió los destinos espirituales, cinco años después de la erección como corregimiento, contabilizó un total de 97 familias. Siete años después, en 1894, el número de familias había aumentado considerablemente: había 293. Tres años más tarde un nuevo empadronamiento arrojaría un total de 397 familias establecidas. 
Corría entonces el año 1896. El incremento de la población se producía porque el señor Miguel Murillo encontró, en el sitio conocido como La Bretaña, cerca de Florencia, una mina rica en oro, sin explotar. Como no contaba con los recursos para ponerla a producir, encontró en Sonsón a un hombre que estaba dispuesto a invertir para lograr extraer el rico mineral. Se llamaba Alejandro Ángel. Este, sonsoneño raizal, hombre con visión de negocios, asumió su explotación. Comprometió entonces recursos para ponerla en funcionamiento. Fue tanto el éxito del yacimiento aurífero encontrado que años más tarde Alejandro Ángel se convertiría en uno de los hombres más ricos de Antioquia. En su mejor época la mina llegó a tener cerca de 250 trabajadores directos. 
Su explotación duró casi cuarenta años. Tiempo durante el cual el municipio empezó a demostrar un desarrollo inusitado. Todo porque la gente encontraba empleo en la mina o, en su defecto, se beneficiaba con el mazamorreo que alrededor de los ríos se registraba. Era común ver por esos contornos gentes revolviendo arena, revolcando piedras, desviando porciones de ríos, subiendo y bajando la corriente. Todos buscaban beneficiarse con el oro.
Aprovechando el intenso movimiento comercial que generaba el oro los líderes de la campaña pro municipio solicitaron a la Asamblea de Antioquia su ascenso a la categoría de distrito. En la petición formulaban propuestas sobre los territorios que podían formar parte del nuevo municipio. De un lado, sugerían que se les reconociera como propios algunos terrenos pertenecientes a Pensilvania. Del otro, proponían que se les anexara el territorio correspondiente a Florencia, que pertenecía a Sonsón.
La petición fue aceptada casi de inmediato. A finales de mayo de 1896 los impulsores de la idea recibieron copia de un oficio dirigido al concejo municipal de Sonsón, firmado por el Secretario de Gobierno de Antioquia, donde les informaba que el gobernador del departamento veía con buenos ojos la idea de elevar de categoría al corregimiento de San Agustín.
El texto de la comunicación es el siguiente: “Generalidad vecinos San Agustín, corregimiento municipio de Pensilvania, piensa solicitar a la Asamblea que esa porción de territorio se erija en Distrito. Gobernador, para apoyar medida, estima suficientes las pruebas que arroja la documentación, más, como Sonsón debe suministrar territorio para la nueva entidad, desearía el Magistrado oír el informe de esa corporación sobre la necesidad y la conveniencia de lo que se proyecta”.
En el mismo oficio a que se hace referencia en el párrafo anterior el funcionario informó a los concejales que el municipio de Pensilvania no objetaba la segregación y, por el contrario, solicitaba su instancia para dar vía libre al proyecto. Más adelante el documento les informaba sobre los límites de los terrenos pertenecientes al municipio de Sonsón propuestos para el nuevo distrito, que habían sido acordados de la siguiente forma:
“Del punto donde se une el río Tenerife con La Miel, por aquel aguas arriba a su nacimiento; de allí a la cordillera; por ésta al nacimiento del río San Antonio; éste aguas arriba hasta su confluencia con el río Moro; éste aguas abajo a La Miel; y éste aguas arriba a la confluencia del Tenerife, primer lindero”. Al final del documento el funcionario solicitaba al concejo municipal de Sonsón que se le diera inmediata respuesta al mismo. 
La que se produjo dos días después, el 25 de mayo de 1896, firmada por su presidente, Felipe Marín Uribe. El contenido de la respuesta fue como sigue: “Aunque el Concejo Municipal de Sonsón conceptúa que el corregimiento de San Agustín no tiene aún los elementos suficientes para llevar vida propia, no se opone a su erección en municipio, sino que por el contrario celebraría su desarrollo y prosperidad, y para el efecto cede con gusto el lote del Distrito que encierra los límites detallados en el telegrama del señor Secretario de Gobierno”. 
Dos meses después, el 19 de junio de 1896, mediante Ordenanza # 06 aprobada por la Asamblea de Antioquia, sancionada por el entonces gobernador del departamento, Bonifacio Vélez, fue aprobada la erección de San Agustín como nuevo municipio. El texto de la misma indicaba que se le anexaba al nuevo distrito el territorio correspondiente al corregimiento de Florencia, perteneciente a Sonsón. Sin embargo, la ordenanza fue aprobada por los diputados sin tener en cuenta la negativa expresada por el Concejo del municipio de Sonsón en el sentido de no acceder a la segregación del corregimiento de Florencia para anexarlo a San Agustín.
La posición del Concejo fue expresada al dar respuesta a un nuevo oficio que con fecha 15 de junio de 1896 le dirigió el Secretario de Gobierno de Antioquia donde les proponía anexar este territorio al nuevo municipio. La respuesta del ente deliberativo fue la siguiente: “Por motivos graves de conveniencia para la administración pública, el concejo no accede a la cesión del corregimiento de Florencia para agregarlo al proyecto municipio de San Agustín”. La nota estaba firmada por el nuevo presidente de la entidad, Pedro Antonio Estrada.
Aunque la erección de San Agustín como nuevo municipio de Antioquia fue aprobada el 19 de junio, el primer acuerdo del concejo municipal tiene como fecha el 2 de noviembre de 1896, día en que inició sesiones ordinarias. En efecto, el Acuerdo # 1, que aparece firmado por los señores Aldemar Zuluaga y Antonio María Jaramillo como presidente y secretario, respectivamente, establece en su primer considerando que “es un deber de toda Corporación Cristiana invocar el nombre de Dios antes de entrar a legislar sobre la suerte de sus comitentes”.
En este acuerdo se dice que el concejo fue instalado oficialmente el 28 de octubre de ese mismo año. En su artículo primero se consagra el municipio al Sagrado Corazón de Jesús, en el artículo segundo se establece que la consagración se llevará a cabo solemnemente el 1 de enero de 1897 por parte del señor cura párroco, y en el tercero y último artículo se establece que copia del mismo se les hará llegar en nota de estilo a las autoridades eclesiásticas del departamento. El mencionado acuerdo fue sancionado por Cipriano Herrera Rivas como alcalde municipal y Martiniano Vélez como su secretario. 
Los textos consultados para la elaboración de este libro señalan que el nuevo municipio de San Agustín inició su vida administrativa el 27 de agosto de 1896, dos meses después de haber sido aprobada su creación. Sin embargo, no se encontraron documentos donde se explique cómo se procedió al nombramiento de los nuevos funcionarios, lo mismo que de los integrantes del concejo municipal. Se supone, como es lógico, que el primer alcalde, Cipriano Herrera Rivas, fue nombrado por el entonces Gobernador de Antioquia, Bonifacio Vélez, el mismo que impulsó ante la Asamblea la creación del municipio. 
En cuanto a los concejales que iniciaron sesiones el 1 de noviembre del mismo año se sabe que el gobernador del departamento tenía facultades para proceder a su escogencia de una lista presentada a su consideración por los dirigentes más destacados de la región, previo estudio de sus capacidades y honorabilidad. Los escogidos fueron personas de excelsas cualidades que en todo momento habían demostrado su compromiso con el progreso del corregimiento.
El acuerdo # 3, aprobado el 6 de noviembre, hace claridad sobre los nombramientos que fue necesario realizar para poner en marcha la administración municipal. Allí se nombra como Jueces Municipales a los señores José Joaquín Ossa, Juan A Hoyos y Manuel A Arango, principal el primero de los aquí nombrados, y suplentes primero y segundo los otros dos, en su orden. El señor Manuel María Montaño fue nombrado como Tesorero de Rentas Municipales, como Personero Rafael Parra, y como miembros de la Junta Municipal de Caminos Pedro Cardona y Nicolás Isaza. En el mismo acuerdo se dice que el nuevo tesorero venía desempeñándose hasta ese momento como Administrador de Hacienda. En cuanto al manejo de las rentas del municipio fueron aprobados posteriormente nuevos proyectos de acuerdo. De la misma forma, durante las sesiones ordinarias se aprovechó para nombrar maestro de escuela. 
Todo parece indicar que la decisión de los dirigentes de San Agustín para hacer erigir el poblado como municipio fue un poco apresurada. Así se desprende de la determinación que dos años más tarde tomó la misma Asamblea de Antioquia en el sentido de degradar al caserío a la condición de corregimiento de Pensilvania nuevamente. Mediante ordenanza 22 de 1898 San Agustín dejó de ser distrito. Y los terrenos de Florencia volvieron a depender del municipio de Sonsón. Las causas por las cuales se degradó de categoría fueron de índole económica. Según parece, las autoridades no fueron capaces de establecer tributos para el sostenimiento administrativo.
El Hermano Florencio Rafael, varias veces citado aquí, no culpa del hecho a los fundadores. Simplemente sostiene que no estaban dadas todavía las condiciones para que San Agustín asumiera sus responsabilidades como municipio. De todas formas, ésta fue una experiencia que les serviría para diez años más tarde lograr su erección definitiva como tal. Como primer corregidor en esta nueva etapa de su vida administrativa fue nombrado el señor Pedro Olimpo Carvajal. En esta época era Presidente de la República Miguel Antonio Caro.

## Centros Educativos
- Institución Educativa San Agustín (zona urbana del municipio).
- Colegio Félix Naranjo.
- Institución Educativa Berlín.
- Centro Educativo Rancho Largo.
- Institución Educativa Encimadas.
- Institución Educativa El Silencio.
- Institución Educativa Santa Teresita.
- Centro Educativo La Palma
- Institución Educativa El Bosque.
- Institución Educativa PIO XII.
- Institución Educativa Dulce Nombre.

## Símbolos

### Escudo
El escudo esta dividido en cuatro cuadrantes, sobre fondo Verde y Amarillo.
- Primer Cuadrante: El hacha símbolo del campesino representativo del campesino en una población eminentemente agrícola.

- Segundo Cuadrante: Sobre el campo verde tres montañas y al pie el nacimiento de un río, simbolizando la riqueza hídrica del municipio.

- Tercer Cuadrante: Un pino, símbolo de inmortalidad y constancia. Representa el esfuerzo permanente transmitido de generación en generación.

- Cuarto Cuadrante: Es el símbolo de las riquezas que generan los minerales en el municipio.

### Bandera
Es conformada por dos colores de igual tamaño: Amarillo (arriba), que significa riqueza, sabiduría y color de oro; Verde (abajo), símbolo de la esperanza, color de las plantas y representativo de la riqueza forestal, así como de agricultura, base de la economía del municipio.

### Himno
Data del año 1963.
Tanto la música como la letra,
son obra de ALBERTO RODRIGUEZ+.
Coro
Entre los pliegues de la cumbre Andina
te escondes, Samaná, joven y bella,
dominando tu aliento en la colina
ilumina tu faz una centella.
I
Enciendes noblemente la esperanza
de tus hijos cual lámpara votiva,
y conservas la paz y la bonanza
herencia grande de una raza altiva.
II
En tu seno se esconde la riqueza
bendición del señor omnipotente
que de sus manos de fluir no cesa
como privilegiada del oriente.
III
Tus ríos forman rara sinfonía
blancas nieves te cubren con tu manto,
tu juventud disipa la agonía
como los aires melifluos de tu canto.
IV
Grabaron los abuelos en tus breñas
sus figuras de nobles paladines,
del machete y el hacha que hoy enseñas
orgullosa del suelo en tus confines.
V
Tus hombres recios de tostada frente
son el sostén de tu gloria y tus blasones,
golpeando, del alba hasta el poniente,
tu tierra con la alzada y sus canciones.
VI
Son amables y bellas tus mujeres.
De tu jardín fecundas floraciones,
signo seguro que en verdad no mueres,
transforman su perfume en oraciones.
VII
Eres grande en verdad, en ti no cabe
la traición ni el rencor, la gloria vana,
te remontas orgullosa como el ave:
"Tribuna de la Patria colombiana".